# Руди, Кэти
Кэти Руди (англ. Mary Kathy Rudy, род. 1956) — американская специалистка по женским исследованиям и богослов.

## Биография
Руди — бывший профессор Университета Дьюка. Её работа часто носит междисциплинарный характер, поскольку она объединяет философию, теологию, политику, феминизм и медицинскую этику. Она открыто заявляет о своей гомосексуальности и является радикальным социальным конструкционистом. Она является сторонницей защиты животных и локаворства.
Руди хорошо известна в Университете Дьюка, где она преподавала различные предметы, включая: феминистскую этику, репродуктивную этику, гендер и массовую культуру, а также дебаты в области женских исследований. За свою прогрессивную работу Кэти в 2012 году была удостоена премии Дэвида Палеца за улучшение курса.

## Избранные публикации
- Beyond Pro-life and Pro-choice: Moral Diversity in the Abortion Debate (1996). Beacon Press. ISBN 0-8070-0427-8
- Sex and the Church: Gender, Homosexuality and the Transformation of Christian Ethics (1997). Beacon Press. ISBN 0-8070-1034-0
- Loving Animals: Toward a New Animal Advocacy (2011). University of Minnesota Press. ISBN 0-8166-7468X[3]